# Veniamin Iosifovič Flejšman
Veniamin Iosifovič Flejšman (in russo Вениамин Иосифович Флейшман?; Bežeck, 20 luglio 1913 – Krasnoe Selo, 14 settembre 1941) è stato un compositore sovietico.

## Biografia
Veniamin Iosifovič Flejšman studiò al Conservatorio di Leningrado. Dmitrij Dmitrievič Šostakovič lo considerava il suo allievo preferito. Nel 1939 iniziò a scrivere l'atto unico Il violino di Rothschild (in russo Скрипка Ротшильда?), basato sull'omonimo racconto di Anton Čechov. Nel 1941 Flejšman fu tra i primi volontari della brigata del  Komsomol, andò al fronte e morì durante una battaglia nei dintorni di Krasnoe Selo.
L'opera Il violino di Rothschild fu completata e orchestrata da Šostakovič nel febbraio 1944, ma non fu eseguita per molto tempo. La prima esecuzione in forma di concerto ebbe luogo il 20 giugno 1960 a Mosca e la prima produzione teatrale fu rappresentata il 24 aprile 1968 a Leningrado.  

## Opere
- Romanze su poesie di Lermontov e Goethe (in russo Романсы на стихи Лермонтова и Гёте?) - opera perduta
- Preludi per pianoforte (in russo Фортепианные прелюдии?) - opera perduta
- Il violino di Rothschild (in russo Скрипка Ротшильда ?)[5]